# Especies fósiles de primates del Cono Sur
Las especies de primates que se han identificado por sus fósiles en la región del Cono Sur habitaron en algunos de los países con territorios en la citada región. Por obvias razones no se incluye en la presente lista a los seres humanos.
Los primates (orden Primates) son el orden de mamíferos al que pertenecen el hombre y sus parientes más cercanos. El orden Primates se divide en dos subórdenes, estrepsirrinos, y haplorrinos, que incluye a los tarseros, los monos, los grandes simios y los humanos. Los platirrinos (Platyrrhini) o monos del nuevo mundo son un parvorden que comprende a las cinco familias de primates nativas de América Central y del Sur: Cebidae, Aotidae, Pitheciidae, Atelidae y Callitrichidae ahora reconocidas. La región neotropical es muy rica en especies de Primates, contando con 19 géneros, y 139 especies, con un total de 199 taxones (especies más subespecies). Esta abundancia actual contrasta con el escaso registro fósil de Primates en la región, pues sus restos se desintegran fácilmente. Antes la escasez de restos, las especies se ubican de manera tentativa en cada familia, sin haber un claro consenso, en muchos de estos, sobre a cual de ellas pertenece cada género.
El Cono Sur es el área más meridional del continente americano que, como una gran península, define el sur del subcontinente de Sudamérica.
En este anexo el área que el mismo comprende es la referida más habitualmente a este concepto, es decir: todas las superficies americanas de la Argentina, Chile, Paraguay, y Uruguay, más la región Sur de Brasil formada por tres estados: Paraná, Río Grande del Sur y Santa Catarina. 

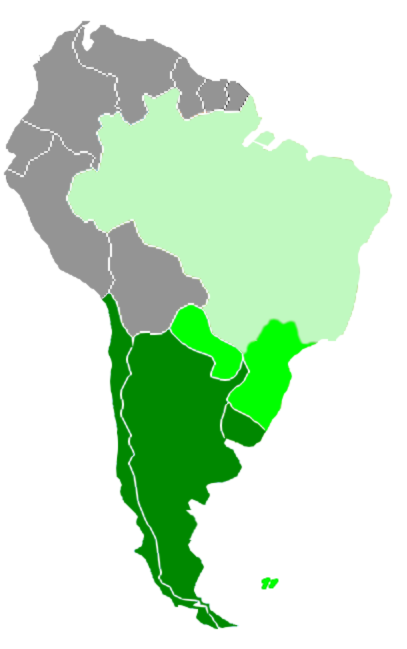
Mapa que enmarca el área del Cono Sur. Verde oscuro: Argentina, Chile, Uruguay; verde Paraguay, Sur de Brasil; en cuanto al verde más claro no indica al Cono Sur sino al resto de Brasil que sólo parcialmente en su extremo sur es parte del Cono Sur.

## Categorización de «fósiles»
Se aclara la categorización de «fósiles» pues este artículo excluye a las especies vivientes, las que fueron tratadas en otro artículo. Entre los interrogantes que aún persisten, se halla el origen de estos primates neotropicales, aunque las hipótesis más aceptadas los relacionan a los Anthropoidea del norte africano arribados a Sudamérica probablemente hacia el Oligoceno temprano.
| País                               | Cebidae | Callitrichidae | Atelidae | Pitheciidae | Aotidae | Total |
| ---------------------------------- | ------- | -------------- | -------- | ----------- | ------- | ----- |
| Argentina                          | 2       | 6              | -        | -           | 1       | 9     |
| Chile                              | 1       | -              | -        | -           | -       | 1     |
| sur de Brasil                      | -       | -              | -        | -           | -       | -     |
| Paraguay                           | -       | -              | -        | -           | -       | -     |
| Uruguay                            | -       | -              | -        | -           | -       | -     |
| Total de especies en cada familia: | 3       | 6              | -        | -           | 1       | 10    |

## Familia Cebidae
Los cébidos (Cebidae Bonaparte, 1831) son una familia exclusiva del neotrópico que actualmente comprende sólo dos géneros vivientes, con un total de 13 especies. La clasificación más reciente coloca otra vez a los callitricidos como una familia aparte, dejando sólo a los capuchinos y a los monos ardilla en esta familia.

### Subfamilia Cebinae
Dos géneros de la subfamilia Cebinae Bonaparte, 1831.

#### GéneroChilecebus
El género Chilecebus Flynn, 1995 cuenta con una especie.
- Chilecebus carrascoensis Flynn et al., 1995

El holotipo del género fue descrito en 1995 por el paleontólogo norteamericano John Flynn en la Formación Abanico, en el sector de Termas del Flaco de la Región del Libertador General Bernardo O'Higgins, en lo que hoy es Chile central, a 100 km al sudsudeste de Santiago de Chile. Vivió a fines del período Neógeno, en el Mioceno temprano, hace aproximadamente 20 millones de años. Los restos encontrados consisten en un cráneo y esqueleto postcraneal parciales. El nombre binomial honra al descubridor del fósil, el paleontólogo chileno Gabriel Carrasco. La morfología de su cráneo y los de otros platirrinos es muy similar al de algunos primates africanos, postulándose entonces el origen africano de los monos del nuevo mundo.

#### GéneroKillikaike
El género Killikaike Tejedor, 2006 cuenta con una especie.
- Killikaike blakei Tejedor, 2006

Marcelo Tejedor, y sus colegas de la Facultad de Ciencias Naturales de la Universidad Nacional de la Patagonia San Juan Bosco, encontraron en la Patagonia argentina los restos de este género monotípico, los cuales comprenden la frente, el rostro y el paladar, incluyendo un juego de dientes con poco desgaste, lo cual es un indicador importante del linaje. Vivió a comienzos del mioceno tardío, hace 16,4 millones de años. El nombre de la especie hace honor a la estancia donde fue encontrado (Killik aike norte) y a sus propietarios (los señores Blake). Esta propiedad (también llamada Estancia Felton) se ubica a 50 km al noroeste de la ciudad de Río Gallegos, Santa Cruz, Argentina. Son dos los ejemplares colectados, siendo uno de ellos el cráneo de Primate fósil mejor conservado de Sudamérica. En el equipo dirigido por Tejedor también trabajaron los científicos Adán Tauber, Alfred Rosenberger y Carl Swisher; a ellos se sumó María Palacios como representante del Museo Padre Molina de Río Gallegos, donde se conservan estos restos fósiles.

### Subfamilia Saimiriinae
Un solo género de la subfamilia Saimiriinae Miller, 1912 (1900).

#### GéneroDolichocebus
El género Dolichocebus Kraglievich, 1951 cuenta con una especie.
- Dolichocebus gaimanensis Kraglievich, 1951

Este mono vivió a fines del período Neógeno, en el Mioceno temprano, hace 20,5 millones de años en la Patagonia argentina. Fue colectado en el valle del río Chubut, en los alrededores de la localidad de Gaiman, en la provincia del Chubut.

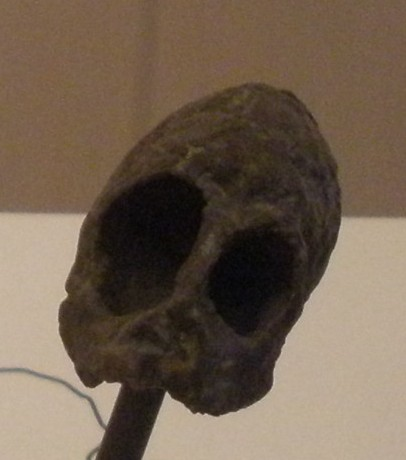
El mono de Gaiman: Dolichocebus gaimanensis.

## Familia Pitheciidae
Los pitécidos (Pitheciidae Mivart, 1865) son una familia exclusiva del neotrópico, que comprende 4 géneros vivientes con un total de 43 especies.

### Subfamilia Callicebinae
La subfamilia Callicebinae Pocock, posee sólo un género viviente, el cual está integrado por 29 especies.

#### GéneroSoriacebus
El género Soriacebus Fleagle, 1987 cuenta con dos especies.
- Soriacebus ameghinorum Fleagle et al., 1987

Este simio vivió a comienzos del mioceno tardío, hace 16,4 millones de años en la formación Pinturas, en el noroeste de Santa Cruz, Argentina.
- Soriacebus adrianae Fleagle, 1990

Este simio vivió a comienzos del mioceno tardío, hace 16,4 millones de años en la formación Pinturas, en la localidad de Portezuelo Sumich Sur, en el noroeste de Santa Cruz, Argentina.

#### GéneroHomunculus
El género Homunculus Ameghino, 1894 cuenta con una especie.
- Homunculus patagonicus Ameghino, 1891

Este mono vivió en la Patagonia argentina. El sitio donde fue descubierto se ubica en la Estancia La Costa, a 60 km al norte de la ciudad de Río Gallegos, Santa Cruz, Argentina. Los hallazgos los realizó Carlos Ameghino en 1890 y 1891, los que fueron la base de la descripción de dos especies, ésta y Anthropops perfectus Ameghino, la cual en 1931 pasó a la sinonimia de la primera.
Homunculus significa: 'hombrecillo', pues Ameghino encontraba al cráneo semejante al de los humanos. Él postulaba que este simio era un antepasado de los Antropomorfos y de nosotros mismos, teoría compartida por el dr. Mahoudeau profesor de la Escuela de Antropología de París. Estudios posteriores desestimaron esta hipótesis. En 1981 Philip Hershkovitz encontró una mandíbula correspondiente a este género, pero con una antigüedad 3 millones de años anterior al ejemplar tipo; fue descubierto al sur del lago Colhué Huapi, Chubut.

#### GéneroCarlocebus
El género Carlocebus Fleagle, 1990 cuenta con dos especies.
- Carlocebus carmenensis Fleagle, 1990

Vivió a comienzos del mioceno tardío, hace 16,4 millones de años en la formación Pinturas, de la Santa Cruz, Argentina.
- Carlocebus intermedius Fleagle, 1990

Vivió a comienzos del mioceno tardío, hace 16,4 millones de años en la formación Pinturas, de la Santa Cruz, Argentina.

#### GéneroProteropithecia
El género Proteropithecia Kay et al., 1998 cuenta con una especie.
- Proteropithecia neuquenensis Kay et al., 1998

Fue encontrado en sedimentos del Colloncurá (Mioceno medio) en el  Cañadón del Tordillo, en Neuquén, Argentina.

## Familia Aotidae
Los aótidos (Aotidae Poche, 1908 (1865)) son una familia exclusiva del neotrópico, que comprende 1 solo género viviente, con un total de 11 especies; de ellas, una sola especie se encuentra hoy en el Cono Sur. Son los únicos monos nocturnos.

### GéneroTremacebus
El género Tremacebus Hershkovitz, 1974 cuenta con una especie.
- Tremacebus harringtoni Rusconi, 1933

Este mono vivió a fines del período Neógeno, en el Mioceno temprano, hace aproximadamente 20 millones de años. Carlos Rusconi recibió
la muestra en 1932 enviada por Harrington Thoma´s, quien lo recogiera junto con otros restos fósiles de mamíferos de la edad Colhuehuapense, a unos 12 km al suroeste del cerro Sacanana, en el centro norte de Chubut.

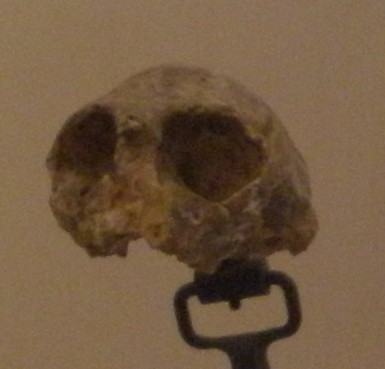
El mono: Tremacebus harringtoni.

## FamiliaIncertae sedis

### GéneroBranisella
El género Branisella Hoffstetter, 1969 cuenta con una especie.
- Branisella boliviana Hoffstetter, 1969

Esta especie de mono fósil fue encontrada en la formación Salla en Bolivia, si bien fuera de lo que habitualmente conocemos como Cono Sur, por su proximidad se prefirió incluirla aquí también. Vivió hace 26 millones de años en el Oligoceno, por lo tanto, es el Primate americano más antiguo del que se tenga registro. Fue hallado por el paleoantropólogo Leonardo Branisa, y posteriormente fue nombrado por Hoffstetter, quien lo describió y clasificó en 1969.